# Anaang
L'anaang o ibibio occidental (o també anang o annang és una llengua parlada pels anaangs, al sud-est de Nigèria, als estats de Cross River i d'Awka Ibom. Segons l'ethnologue hi ha 1.400.000 anaang-parlants. Segons el joshuaproject, hi ha 2.335.000 anaang-parlants.
L'anaang està íntimament relacionat amb les altres llengües ibibio-efik: l'efik, l'ibibio i l'ukwa. Les llengües ibibio-efik són part de la família de les llengües del baix Cross (o llengües Obolo), de la gran família de les llengües bantus Benué-Congo.
Els anaang-parlants viuen a l'estat d'Akwa Ibom, concretament a les LGAs Ikot Ekpene, Essien Udim, Abak, Ukanafum i Oruk-Anam.

## Dialectologia i desenvolupament
Els dialectes de la llengua anaang són l'Ikot Ekpene, l'Abak i l'Ukanafum.
L'anaang s'ensenya en escoles d'ensenyament primari i és utilitzat a la televisió.

## Religió
El 99% dels anaang-parlants pertanyen a les religions cristianes. Concretament, el 33% són seguidors de religions evangèliques.